# Orchestre de la ville de Joensuu
L'Orchestre de la ville de Joensuu (en finnois : Joensuun kaupunginorkesteri, en anglais : Joensuu City Orchestra) est l’orchestre symphonique de la ville de Joensuu en Finlande.

## Description
Fondé en 1953 l’orchestre est composé de 35 musiciens. Ses concerts ont principalement lieu dans la salle Carelia de l’université de Joensuu.
Les chefs d’orchestre successifs : Sistonen (1957), Pekka Paasio (1966), Usko Aro (1972), Pekka Haapasalo (1974), Juozas Domarkas (1990), Atso Almila (1993) et Hannu Koivula (2000-2007).  Esa Heikkilä (2008-2009).

## Histoire
- 1954, Fondation de l’association de l’orchestre de Joensuu,
- 1977, L’orchestre devient l’orchestre de la ville de Joensuu,
- 1979, Heikki Riikonen est le premier intendant de l’orchestre.
- 1985, la salle Carelia devient la salle de concert de l’orchestre.